# Tom Welling
Thomas Joseph Welling, detto Tom (New York, 26 aprile 1977), è un attore, produttore televisivo ed ex modello statunitense.
Ha raggiunto la fama internazionale interpretando il giovane Clark Kent nella serie televisiva Smallville.

## Biografia
Welling nasce a Putnam Valley, New York. Suo padre è un dirigente in pensione della General Motors e sua madre una casalinga laureata in ingegneria. Ha due sorelle più grandi, Rebecca e Jamie, e un fratello più piccolo, Mark, anche lui attore.
Il lavoro del padre, che richiede frequenti traslochi, porta la famiglia prima a Hockessin, in Delaware, e poi a Okemos in Michigan, dove Welling inizia il liceo e, dopo aver provato a recitare in alcuni spettacoli teatrali, decide di dedicarsi agli sport di squadra, compresi baseball, pallacanestro e calcio.

### Vita privata
Il 5 luglio 2002 sposa a Martha's Vineyard la modella Jamie White dopo una relazione di tre anni. Nell'ottobre 2013 la moglie annuncia il divorzio.
Nel dicembre 2019 sposa Jessica Rose Lee, che frequentava dal 2014, dalla quale ha avuto due figli.

## Carriera
Dopo il diploma, Welling comincia a lavorare nel settore delle costruzioni, ma nel 1998 viene scoperto da un cercatore di talenti, che gli suggerisce di provare la carriera di modello. Nel 2000 si stabilisce a Los Angeles, dove posa per Tommy Hilfiger, Abercrombie & Fitch, Calvin Klein e altri. Mentre inizia a tentare la carriera di attore, compare nel video del singolo di Angela Via Picture Perfect. Il primo ruolo più importante è nella serie televisiva Giudice Amy nel 2001, dove compare per sei episodi nella parte di un maestro di karate con cui la protagonista, Amy Brenneman, intreccia una relazione sentimentale. In seguito recita in Special Unit 2 e Undeclared.
Sempre nel 2001 viene scelto, in seguito a una selezione nazionale, per il ruolo di Clark Kent in Smallville, serie televisiva che ha grande successo e gli dà fama e popolarità internazionale.
Nell'agosto 2011, dopo la fine di Smallville, cambia agente, passando alla William Morris Endeavor.
Dopo vari impieghi al cinema soprattutto, nel 2017 e nel 2018 è nel cast principale della terza stagione della serie televisiva Lucifer.
Nel 2019, a 8 anni dalla fine di Smallville, Welling torna ad interpretare il ruolo di Clark Kent, nell’episodio crossover con la serie Batwoman.

## Filmografia

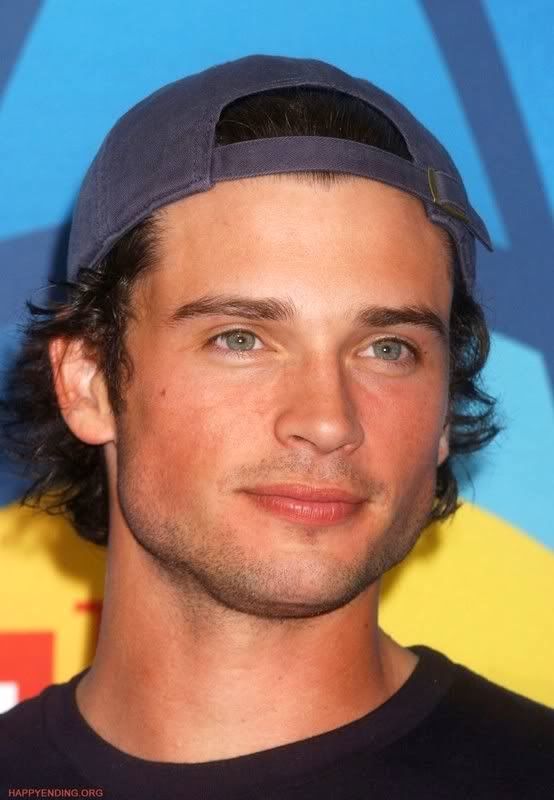
Tom Welling nel 2004

### Attore

#### Cinema
- Una scatenata dozzina (Cheaper by the Dozen), regia di Shawn Levy (2003)
- The Fog - Nebbia assassina (The Fog), regia di Rupert Wainwright (2005)
- Il ritorno della scatenata dozzina (Cheaper by the Dozen 2), regia di Adam Shankman (2005)
- Parkland, regia di Peter Landesman (2013)
- Draft Day, regia di Ivan Reitman (2014)
- La scelta - The Choice (The Choice), regia di Ross Katz (2016)

#### Televisione
- Giudice Amy (Judging Amy) – serie TV, 6 episodi (2001)
- Special Unit 2 – serie TV, episodio 1x06 (2001)
- Undeclared – serie TV, episodio 1x01 (2001)
- Smallville – serie TV, 217 episodi (2001-2011)
- Lucifer – serie TV, 17 episodi (2017-2018)
- Batwoman – serie TV, episodio  1x09 (2019)
- Professionals – serie TV, 10 episodi (2020-2022)
- The Winchesters – serie TV, episodi 1x07-1x08-1x13 (2022-2023)

#### Videoclip
- Picture Perfect di Angela Via (2000)

### Produttore
- Smallville – serie TV, 42 episodi (2009-2011)
- Hellcats – serie TV, 18 episodi (2010-2011)
- Professionals – serie TV, 10 episodi (2020-2022)

### Regista
- Smallville – serie TV, 7 episodi (2006-2011)

## Riconoscimenti
- Saturn Award
  - 2002 – Candidatura al miglior attore in una serie televisiva per Smallville
  - 2003 – Candidatura al miglior attore in una serie televisiva per Smallville
  - 2004 – Candidatura al miglior attore in una serie televisiva per Smallville
  - 2005 – Candidatura al miglior attore in una serie televisiva per Smallville
  - 2006 – Candidatura al miglior attore in una serie televisiva per Smallville

- Teen Choice Awards
  - 2002 – Candidatura al miglior attore in una serie TV drammatica per Smallville
  - 2002 – Miglior star emergente in una serie TV per Smallville
  - 2003 – Candidatura al miglior attore in una serie TV drammatica/d'azione per Smallville
  - 2003 – Candidatura al Choice Male Hottie
  - 2004 – Candidatura alla miglior star emergente in un film per Una scatenata dozzina
  - 2004 – Candidatura al miglior attore in una serie TV drammatica/d'azione per Smallville
  - 2005 – candidatura al miglior attore in una serie TV drammatica per Smallville
  - 2006 – Candidatura al miglior attore in una serie TV drammatica/d'azione per Smallville
  - 2008 – Candidatura al miglior attore in una serie Tv d'azione per Smallville
  - 2010 – Candidatura al miglior attore in una serie TV fantasy/di fantascienza per Smallville
  - 2011 – Candidatura al miglior attore in una serie TV fantasy/di fantascienza per Smallville

## Doppiatori italiani
Nelle versioni in italiano delle opere in cui ha recitato, Tom Welling è stato doppiato da:
- Marco Vivio in Smallville, Una scatenata dozzina, The Fog - Nebbia assassina, Il ritorno della scatenata dozzina, Lucifer, La scelta - The Choice (ridoppiaggio)
- Francesco Bulckaen in Giudice Amy
- Gabriele Lopez in Special Unit 2
- Davide Quatraro in Undeclared
- Nanni Baldini in Parkland
- Emanuele Ruzza in Draft Day
- Matteo Liofredi in La scelta - The Choice